# Leucadendron thymifolium
Leucadendron thymifolium är en tvåhjärtbladig växtart som först beskrevs av Richard Anthony Salisbury och Joseph Knight, och fick sitt nu gällande namn av I.J.M.Williams. Leucadendron thymifolium ingår i släktet Leucadendron och familjen Proteaceae. Inga underarter finns listade i Catalogue of Life.